# ماه‌ماهیان
ماه‌ماهیان (نام علمی: Monodactylidae) نام یک تیره از راسته سوف‌ماهی‌سانان است.